# Гибберихты
Гибберихты (лат.  Gibberichthys) — род лучепёрых рыб из отряда бериксообразных, единственный в семействе гибберихтовых или гибберихтиевых (Gibberichthyidae).

## Описание
В спинном плавнике 7—9 мягких лучей. Перед спинным плавником располагаются 5—8 отдельно сидящих колючек. В анальном плавнике 4—5 колючек и 7—9 мягких лучей. В брюшном плавнике 1 колючий и 5—6 мягких лучей. У молоди от третьего луча брюшного плавника отходит удлинённый отросток. Тело покрыто циклоидной чешуёй. В боковой линии 28—34 чешуй. По бокам тела над боковой линией имеются вертикальные ряды папилл. Позвонков 28—31.

## Ареал
Распространены в тропических водах западной Атлантики, западной части Индийского океана, западной и юго-западной частях Тихого океана. Обитают на глубине 400—1000 м.

## Классификация
В состав рода включают два вида:
- Gibberichthys latifrons (Thorp, 1969) — Индо-тихоокеанский гибберихт[1]
- Gibberichthys pumilus  Parr, 1933 — Атлантический гибберихт[1]